# Il postino – postiljonen
Il postino – postiljonen (originaltitel: Il postino) är en italiensk dramafilm från 1994, i regi av Michael Radford. Handlingen kretsar kring brevbäraren Mario, som delar ut brev till författaren Pablo Neruda och där en varm vänskap utvecklas. Filmen vann Oscar för bästa dramatiska filmmusik.

## Priser och nomineringar
Vid Oscarsgalan 1996 nominerades filmen i kategorin bästa film, samtidigt som Michael Radford nominerades för bästa regi, Massimo Troisi postumt för både bästa manliga huvudroll och bästa manus efter förlaga. Vann gjorde dock endast Luis Enríquez Bacalov i kategorin Bästa filmmusik. Samma år vann filmen priset BAFTA Award för Bästa icke-engelskspråkiga film.

## Om filmen
Il postino – postiljonen har visats i SVT, bland annat 2001 och i oktober 2021 samt i juni 2023.

## Rollista
- Philippe Noiret – Pablo Neruda
- Massimo Troisi – Mario Ruoppolo
- Maria Grazia Cucinotta – Beatrice Russo
- Renato Scarpa – telegrafist
- Linda Moretti – Donna Rosa
- Mariano Rigillo – Di Cosimo
- Anna Bonaiuto – Matilde
- Simona Caparrini – Elsa Morante